# Codnor
Codnor – wieś w Anglii, w hrabstwie Derbyshire, w dystrykcie Amber Valley. Leży 16 km na północny wschód od miasta Derby i 191 km na północny zachód od Londynu. Miejscowość liczy 4966 mieszkańców.